# 이성질체화 반응
이성질체화 반응(異性質體化反應, 영어: isomerization) 또는 이성질화(異性質化)는 물리적ㆍ화학적 변화로 하나의 이성질체가 다른 이성질체로 변하는 반응이다.

## 광이성질체
특정 분자는 빛에너지의 관여로 분자의 구조가 이성질체화 반응을 보이는 것이 보고된 바 있다.

## 해당과정
해당과정에서 2단계인 이성질체화 반응에서 글루코스 6-인산이 PGI(phosphoglucoseisomerase) 효소에 의해  이성질체인 프럭토스 6-인산(fructose 6-phosphate,F6P)라고하는 과당 유도체로 만들어진다.

## 같이 보기
- 산화환원반응